# Milovan Jakšić
Milovan Jakšić (Kolašin, 21 de setembro de 1909 - Alexandria, 25 de dezembro de 1953) foi um futebolista montenegrino que atuava como goleiro.
Jogou a maior parte da carreira no FK BASK (chamado de FK Soko), até 1931, como também atuou SK Slavia Praha na temporada 1934-35 e no SK Ljubljana
Jogou nove vezes pela Iugoslávia, incluindo a Copa do Mundo de 1930.